# رناتا کناپیک-میازگا
رناتا کناپیک-میازگا (لهستانی: Renata Knapik-Miazga؛ زادهٔ ۱۵ ژوئیهٔ ۱۹۸۸) شمشیرباز زن اهل لهستان است.